# Jacques Davy Du Perron
Jacques Davy Du Perron conhecido também por Jacques-Davy Duperron ou Jacques Duperron (Saint-Lô, 25 de novembro de 1556 - Bagnolet, 5 de setembro de 1618) foi um cardeal francês da Igreja Católica, teólogo, pregador, apologeta, poeta e diplomata.

## Obras
- du Perron, Jacques (1586). Discours spirituel sur le premier verset du pseaume cent vingtdeuxieme, Ad te leuaui oculos meos. Prononce en la Congregation de l'Oratoire de nostre Dame de Vie-saine. Par J. D. du Perron. A Paris: par Federic Morel
- du Perron, Jacques (1586). Oraison funebre, sur la mort de monsieur de Ronsard, par J. D. Perron lecteur de la Chambre du Roy. A Paris: par Federic Morel imprimeur ordinaire du Roy
- du Perron, Jacques (1597). Replique a la response de quelques ministres sur vn certain escript touchant leur vocation. Par R.P.Mre Iacques Dauy, euesque d'Eureux,. A Paris: par Mamert Patisson imprimeur du Roy
- du Perron, Jacques (1601). Actes de la conference tenue entre le Sieur Euesque d'Eureux et le Sieur du Plessis, en presence du Roy a Fontaine-bleau le 4. de May 1600. Publiez par permission & authorite de sa Majeste. Auec la refutation du faux discours de la mesme conference. Par Messire Iacques Dauy Euesque d'Eureux, conseiller du roy en son conseil d'estat, & son premier aumosnier. A Eureux: chez Antoine Le Marie
- du Perron, Jacques (1602). Refutation de l'ecrit de maistre Daniel Tilenus, contre vn discours touchant les Traditions Apostoliques. Par messire Iacques Dauy .. A Evreux: chez Antoine Le Marie
- du Perron, Jacques (1603). Falsae colloquio inter reuerendissimum episcopum Ebrocensem catholicum, et dominum du Plessis, caluinianae sectae antesignanum, coram christianissimo Francorum rege, plurimisque regni proceribus in fontaine-bleau habito, Plessiae narrationis refutatio,  Gallice antea per eundem reuerendissimum edita: nunc vero,  Latine conuersa per Iacobum Couthonum Burgundum. Moguntiae: e typographeo Ioannis Albini
- du Perron, Jacques (1611). Spelunca Mercurii siue Panegyricus eucharisticus D.D. Iacobo Davy du Perron purpurato ecclesiae principi, illustrissimo cardinali, senonum archiepiscopo, Galliarum, & Germaniae primati, magnoque Franciae eleemosynario dictus in regali Franciae collegio, quod noua ac splendidiori architectatione stipendijsque auxerunt, optimi cardinalis intercessu, christianissimi reges Henricus Ma. Lutetiae Parisiorum: apud Franciscum Iacquin
- du Perron, Jacques (1615). Discours sur quelques poincts concernans la police de l'Eglise, & de l'Estat: et particulierment sur la reception du Concile de Trente, & la venalite des offices. / Du Perron!. A Paris: par Antoine Estiene, imprimeur du Roy, rue S. Iacques deuant le College du Plessis
- du Perron, Jacques (1615). Harangue faicte de la part de la chambre ecclesiastique, en celle du tiers estat, sur l'article du serment. Par monseigneur le cardinal du Perron, archeuesque de Sens, primat des Gaules et de Germanie, et grand aumosnier de France. A Paris: par Antoine Estiene, imprimeur du Roy
- du Perron, Jacques (1615). Harangue faicte de la part de la chambre ecclesiastique, en celle du tiers estat, sur l'article du serment. Par monseigneur le cardinal du Perron, archeuesque de Sens, primat des Gaules et de Germanie, et grand aumosnier de France. A Paris: par Antoine Estiene, imprimeur du Roy
- du Perron, Jacques (1618). Examen du liure du sieur du Plessis contre la messe. Compose il y a enuirron dixhuict ans par messire Iacques Dauy, lors euesque d'Eureux, & maintenant cardinal du Perron,  Et publie par reu. pere  Nicolas Coeffeteau. Par Antoine Le Marie ; et se vendent a Paris. A Eureux: chez Sebastien Cramoisy rue S. Iaques aux Cicognes
- du Perron, Jacques (1620). Replique a la response du serenissime roy de la Grand Bretagne. Par l'illustrissime et reuerendissime cardinal Du Perron, archeuesque de Sens,. A Paris: par Antoine Estiene, imprimeur ordinaire du roy, rue S. Iacques, pres S. Yues
- du Perron, Jacques (1622). Traitte du sainct sacrement de l'Eucharistie diuise en trois liures. Contenant la refutation du liure du sieur du Plessis Mornay contre la messe  Par l'illustrissime et reuerendissime cardinal Du Perron. Paris: par Antoine Estiene imprimeur ordinaire du Roy, rue S. Iacques, a l'Oliuier de Robert Estiene
- du Perron, Jacques (1623). Les ambassades et negotiatins de l'illustrissime & reuerendissime cardinal Du Perron, archevesque de Sens, primat des Gaules et de Germanie & Grand Aumosnier de France  Ensemble les relations enuoyees au roy Henry le Grand, des particularitez des Conclaues, ou il s'est trouue a Rome, pour la creation de diuers Papes. Recueillies, & accompagnees de sommaires & aduertissements, par Cesar de Ligny. A Paris: par Antoine Estienne, imprimeur ordinaire du Roy, rue S. Iacques, a l'Oliuier de Robert Estiene
- du Perron, Jacques (1624). Refutation de toutes les obiections tire'e des passages de S. Augustin alleguez par les heretiques contre le Sainct Sacrement de l'Eucharistie. Par l'illustrissime & reuerendissime cardinal Du Perron, archevesque de Sens, primat des Gaules et de Germanie, & grand aumonier de France. A Paris: par Antoine Estiene, imprimeur ordinaire du roy, rue S. Iacques, a l'Oliuier de Robert Estiene
- du Perron, Jacques (1629). Les diuerses oeuures de l'illustrissime cardinal Du Perron, archeuesque de Sens, primat de Gaules & de Germanie, & grand aumosnier de France. Contenant plusieurs livres, conferences, discours, harangues, lettres d'Estat & autres, traductions, poesies, & traitteza tant d'eloquence, philosophie que theologie non encore veus ny publiez. Ensemble tous ses ecrits mis au iour de son vivant, & maintenant rimprimez sur les exemplaires laissez reueus, corrigez & augmentez de sa main. A Paris: par Antoine Estiene, imprimeur ordinaire du roy, rue S. Iacques, a l'Oliuier de Robert Estiene
- du Perron, Jacques (1633). Les ambassades et negotiations de l'illustrissime & reuerendissime cardinal Du Perron, archeuesque de Sens, primat des Gaules & de Germanie, & grand aumosnier de France: auec les plus belles & eloquentes lettres  recueillies, & accompagnees de sommaires & aduertissements, par Cesar de Ligny, secretaire dudit seigneur. Paris: chez Chardin Besongne
- du Perron, Jacques (1691). Perroniana et Thuana. Coloniae Agrippinae: apud Gerbrandum Scagen
- du Perron, Jacques (1694). Perroniana et Thuana ou Pensee judicieuses, bons mots, rencontres agreables et observations curieuses du Cardinal du Perron et de Mr. le President de Thouana. Coloniae Agrippinae: apud Gerbrandum Scagen
- du Perron, Jacques (1633). Oeuvres diverses : troisieme edition augmentee, Paris. Du Perron. Geneve: Slatkine Reprints
- du Perron, Jacques. Recueil des poesies de Monsieur Du Perron / Jacques Davy Du Perron. Paris: Actes Sud-Papiers, dep. leg. 1988